# Danmarks regioner
De fem regioner er folkevalgte administrative enheder hvis hovedopgaver er sundhedsvæsenet, regional udvikling og drift af en række sociale institutioner.
Regionerne blev oprettet den 1. januar 2007 i forbindelse med de 13 amters nedlæggelse som en del af Strukturreformen. Den daværende VK-regering indgik aftale med Dansk Folkeparti om strukturreformen i juni 2004.
Hver region ledes af et 41 medlemmer stort folkevalgt regionsråd, hvis politiske leder har titel af regionsrådsformand. Regionernes styreform er fleksibelt forretningsudvalgsstyre, hvilket betyder at forretningsudvalget er det eneste udvalg, foruden regionsrådet, der kan træffe beslutninger og det eneste faste udvalg. Forretningsudvalget skal have mindst 11 og højst 19 medlemmer.
Der afholdes regionsrådsvalg samtidig med kommunalvalg. Det første valg til regionsrådene fandt sted 15. november 2005.
Regionerne dannede 23. marts 2006 interesseorganisationen Danske Regioner. Danske Regioner varetager regionernes interesser nationalt og internationalt – sidstnævnte bl.a. via et kontor i EU-hovedstaden Bruxelles.
Der er i alt 98 kommuner i de 5 regioner.
I modsætning til amtskommunerne er regionerne ikke kommuner og har således ikke ret til at føre våbenskjold.

## Geografisk opdeling
Danmark er inddelt i følgende regioner:
- Region Nordjylland med centralforvaltning i Aalborg dækker det tidligere Nordjyllands Amt, de nordlige dele af Viborg Amt og en mindre del af Århus Amt.
- Region Midtjylland med centralforvaltning i Viborg dækker det tidligere Ringkjøbing Amt, størstedelen af Århus Amt, den sydlige del af Viborg Amt og den nordlige del af Vejle Amt.
- Region Syddanmark med centralforvaltning i Vejle dækker de tidligere Fyns, Ribe og Sønderjyllands amter samt den sydlige del af Vejle Amt.
- Region Hovedstaden med centralforvaltning i Hillerød dækker de tidligere Københavns og Frederiksborg amter, Københavns og Frederiksberg kommuner, samt Bornholms Regionskommune.
- Region Sjælland med centralforvaltning i Sorø dækker de tidligere Roskilde, Storstrøms og Vestsjællands amter.

Især byer der mister deres status som amtssæde i forbindelse med strukturreformen, blev tilgodeset med forskellige statslige administrationskontorer.
Fra 1. april 2019 er det Familieretshuset og Styrelsen for International Rekruttering og Integration der udgør den statslige forvaltning med kontorer rundt om i Danmark.
Regionerne danner basis for beskæftigelsesregioner. For beskæftigelsesregionernes hhv. Trafikselskabet Movias vedkommende udgør Region Hovedstaden og Region Sjælland dog en region tilsammen – for beskæftigelsesregionens og Trafikselskabet Movias vedkommende dog uden Bornholms Regionskommune, der ejer trafikselskabet BAT, der bl.a. tilrettelægger trafikken efter færgernes afgangs- og ankomsttider. Ærø Kommune har fra 1. januar 2016 og Fanø Kommune fra 1. januar 2018 overtaget ansvaret for den kollektive trafik i respektive kommuner fra Region Syddanmark.
De statslige forvaltninger med kontorer rundt om i Danmark var i begyndelsen Statsforvaltningerne, en i hver region, men fra og med 1. juli 2013 bare organiseret som een Statsforvaltning med hovedkontor i Aabenraa. Statsforvaltningen ophørte 31. marts 2019.

## Regionernes opgave
Ifølge regionsloven er regionens opgaver:
- Sygehusvæsenet, herunder sygehusene, psykiatrien samt sygesikringen, herunder privatpraktiserende læger og speciallæger
- Regional udvikling, blandt andet vedr. natur og miljø, erhverv, turisme, beskæftigelse, uddannelse og kultur samt udvikling i regionernes udkantsområder og landdistrikter. Sekretariatsbetjening af de regionale vækstfora.
- Jordforurening
- Råstofkortlægning og -planlægning
- Drift af en række institutioner for udsatte grupper og grupper med særlige behov på social- og specialundervisningsområdet
- Oprettelse af trafikselskab for regionen

I modsætning til de tidligere amtskommuner finansieres opgaverne ikke via en kombination af skatteudskrivning og bloktilskud, men udelukkende via bloktilskud. Sundhedsbidraget bortfalder helt fra 1. januar 2019 i og med at finansieringen nu kommer fra den tilsvarende øgede indkomstskat (bundskat).

### Center for seksuelt misbrugte
Selvejende institutioner, der behandler seksuelt misbrugte, er siden 2013? samlet i tre centre for seksuelt misbrugte i Danmark:CSM Øst, CSM Midt Nord og CSM Syd. Center for seksuelt misbrugte er ikke en del af regionerne eller kommunerne, men er finansieret af bevillinger i finansloven, der bliver bevilget af Folketinget hvert år fra SATS-puljemidlerne.Hotline 116 000 er tilknyttet Thora Center i Holte, der er en del af samarbejdet i Center for seksuelt misbrugte.

## Rigdom i de danske regioner[7]
| Region             | Disponibel indkomst per indbygger € 2020 |
| ------------------ | ---------------------------------------- |
| Region Hovedstaden | 17.700                                   |
| Region Sjælland    | 16.800                                   |
| Region Midtjylland | 16.400                                   |
| Region Syddanmark  | 16.300                                   |
| Region Nordjylland | 16.300                                   |